# Luis Fernández de Córdoba y Arce
Luis Fernández de Córdoba y Arce (* 1589 in Córdoba, Spanien; † nach 1644) war ein spanischer Militär und Gouverneur in Chile und später auf den Kanaren.

## Leben

### Herkunft und Karriere in Mexiko und den Philippinen
Luis Fernández entstammte der einflussreichen andalusischen Adelsfamilie Fernández de Córdoba; mit dem Titel eines Veinticuatro zählte sie zu den Patrizierfamilien ihrer Heimatstadt Córdoba.
Er reiste im Alter von 22 Jahren im Jahr 1611 gemeinsam mit seinem Onkel, dem Marqués von Guadalcázar nach Mexiko, als dieser dort zum Vizekönig von Neuspanien ernannt worden war. Luis fuhr mit einem Trupp Soldaten, die er aus eigenen Mitteln unterhielt, nach Mexiko und kämpfte dort für die spanische Krone, unter anderem bei der Verteidigung von Acapulco 1615 gegen die Holländer. Als Gouverneur der Provinz Tlaxcala amtierte er von 1615 bis 1617, mit zwei Kompanien kehrte er dann nach Acapulco zurück und schiffte sich nach den Philippinen ein, wo er ebenfalls gegen die Holländer kämpfte.
Seine Rückfahrt nach Mexiko dauerte sieben Monate und stand unter keinem guten Stern: Dreihundert Mann starben und Fernández war bei der Ankunft in Acapulco schwer erkrankt. Der Vizekönig hatte ihn als Gouverneur von Yucatán vorgesehen; doch er konnte das Amt krankheitsbedingt nicht antreten.
1622 wurde sein Onkel Diego Fernández de Córdoba, Marqués von Guadalcázar zum Vizekönig von Peru ernannt. Luis folgte ihm nach Lima. Dort amtierte er als Capitán General der Hafenstadt Callao, die er 1624 gegen einen niederländischen Angriff erfolgreich verteidigte.
Nach dem Tod von Pedro Osores de Ulloa, entschied der Vizekönig, seinen Neffen Luis Fernández de Córdoba als Nachfolger im Amte des Gouverneurs von Chile zu ernennen. Die Todesnachricht erreichte Lima im Dezember 1624. Diese Ernennung musste erst von der Real Audiencia bestätigt werden, da der König es den Vizekönigen per Erlass von 1619 untersagt hatte, Verwandte bis zum vierten Grad mit Ämtern zu betrauen.

### Amtszeit als Gouverneur von Chile
Fernández erreichte von Callao kommend am 28. Mai 1625 Concepción. Während der winterlichen Regenzeit waren die Wege kaum passierbar, und auch die Kämpfe mit den Indianern ruhten weitgehend. Der Gouverneur erreichte am 21. Dezember 1625 Santiago de Chile und leistete den Amtseid vor dem Cabildo (Stadtrat).
Im Februar 1626 machte sich Fernández auf den Weg nach Süden, um die Kämpfe gegen die indianische Urbevölkerung wieder aufzunehmen. Er machte sich wohl keine Illusionen um die Erfolgsaussichten. Die Spanier waren in vielen Jahren in der Defensive und hatten zahlreiche Posten wieder aufgeben müssen. Fernández erbat beim König weitere tausend Mann Verstärkung und beim Vizekönig in Peru weitere vierhundert.
Die Kampagnen der Spanier gewannen an Fahrt, als sie mit Unterstützung von knapp 200 Mann aus Peru Erfolge gegenüber den Indianern erzielen konnten. Dies war für die Spanier auch ein lukrativer Sieg, da die gefangenen Indianer als Sklaven verkauft wurden – die Gefangenen gingen in den Besitz des Soldaten über, der sie gefangen genommen hatte.
Fernández konnte einige militärische Erfolge aufweisen, unter anderem organisierte er die taktische Ausrichtung neu, indem er mobile gut ausgestattete Trupps an zwei unterschiedlichen Abschnitten operieren ließ. Im Winter 1628 wurden die Spanier von den Butapichún-Indianern unter Häuptling Lientur bei der Schlacht von Las Cangrejeras vernichtend geschlagen.

### Amtszeit als Gouverneur der Kanarischen Inseln
1629 erreichte der von König Philipp IV. benannte Nachfolger von Pedro Osores de Ulloa, Francisco Laso de la Vega, Chile. Fernández wurde stattdessen als Gouverneur auf die Kanarischen Inseln berufen, die damals unter fortdauernden Piratenangriffen zu leiden hatten. Er hatte dieses Amt bis 1644 inne.